# Rupalj
Rupalj falu Horvátországban Zára megyében. Közigazgatásilag Poličnikhoz tartozik.

## Fekvése
Zára központjától légvonalban16 km-re, közúton 19 km-re északkeletre, községközpontjától 3 km-re keletre, Dalmácia északi részén, Ravni kotar közepén, az A1-es autópálya mellett egy kis magaslaton fekszik. Nyugatról Lovinac, északról Islam Latinski határolja.

## Története
Az egykori Horuplje Veliko és Horuplje Malo falvak egyesítéséből keletkezett, régen „Horupaljce” néven a novigradi járáshoz tartozott. Horuplje Veliko még "Horuplje Magna" néven szerepel egy 1474. december 6-án kelt szerződésben melyben Karlo Krbavski Ivan Benkovićnak adja el itteni birtokát. A 14. század vége óta a Velencei Köztársasághoz tartozott. 1581-ben Poličnik várának elestével török uralom alá került, majd 1669-ben a kandiai háborút lezáró békével került vissza a Velencei Köztársasághoz. Egyházilag filiaként a szomszédos Islam Latinski plébániájához tartozott. A 18. század végén Napóleon megszüntette a Velencei Köztársaságot. 1797 és 1805 között Habsburg uralom alá került, majd az egész Dalmáciával együtt az Első Francia Császárság része lett. 1815-ben a bécsi kongresszus újra Ausztriának adta, amely a Dalmát Királyság részeként Zárából igazgatta 1918-ig. 1880-ban 112, 1910-ben 165 lakosa volt. Ezt követően előbb a Szerb-Horvát-Szlovén Királyság, majd Jugoszlávia része lett. Lakói főként mezőgazdaságból és állattartásból éltek, de sokan dolgoztak a közeli Zárán is. A honvédő háború során több házát és a temetőben álló kápolnát is gránáttalálatok érték.
A háborúban elesett és eltűnt harcosok emlékre 2002-ben a temetőben emlékművet avattak. A településnek 2011-ben 245 lakosa volt.

## Lakosság
| Lakosság változása | Lakosság változása | Lakosság változása | Lakosság változása | Lakosság változása | Lakosság változása | Lakosság változása | Lakosság változása | Lakosság változása | Lakosság változása | Lakosság változása | Lakosság változása | Lakosság változása | Lakosság változása | Lakosság változása | Lakosság változása |
| ------------------ | ------------------ | ------------------ | ------------------ | ------------------ | ------------------ | ------------------ | ------------------ | ------------------ | ------------------ | ------------------ | ------------------ | ------------------ | ------------------ | ------------------ | ------------------ |
| 1857               | 1869               | 1880               | 1890               | 1900               | 1910               | 1921               | 1931               | 1948               | 1953               | 1961               | 1971               | 1981               | 1991               | 2001               | 2011               |
| 0                  | 0                  | 112                | 111                | 118                | 165                | 200                | 0                  | 232                | 307                | 342                | 291                | 292                | 269                | 241                | 245                |

## Nevezetességei
- A Szeplőtelen fogantatás tiszteletére szentelt kápolnája a temetőben található. Egyhajós épület félköríves apszissal, az 1920-as években épült. A délszláv háborúban több gránáttalálat érte, melynek következtében súlyos károkat szenvedett. 1997-ben a károkat kijavították és megújították. A homlokzat feletti harangtorony a két haranggal túlélte a háborús pusztítást. Kőből épített oltára van fából készült ambóval és szentségtartóval. Említésre méltók, a keresztút, valamint Szűz Mária és Jézus Szíve szobrai.[2]
- A temetőben található a honvédő háborúban elesett helyi hősök 2002. szeptember 22-én felavatott emlékműve egy talapzaton álló kereszt.[2]